# Якушев, Олег Владимирович
Олег Владимиович Якушев (род. 24 ноября 1968, Чимкент, Казахская ССР СССР) — советский и российский деятель органов внутренних дел и Федеральной службы войск национальной гвардии Российской Федерации. Начальник Управления Федеральной службы войск национальной гвардии Российской Федерации по Республике Адыгея (Адыгее) с ноября 2022. Генерал-майор полиции (2018).

## Биография
Родился 24 ноября 1968, г. Чимкент, Казахская ССР, русский.
Образование:
1975 - 1985 средняя школа Nº 9 г. Чимкента;
1985 - 1989 курсант  Рязанского высшего воздушно-десантного командного училища воздушно-десантных войск;  
1999 - 2002  Академия управления МВД России (г. Москва).
Военная служба:
август 1985 - 1989  Рязанское высшее воздушно-десантное командное училище;
1989 — 1992 56 гвардейская отдельная  десантно-штурмовая бригада Туркестанского военного округа (г. Иолотань Туркменской ССР), командир парашютно-десантного взвода;
сентябрь 1992 - октября 1993 заместитель командира роты, инструктор по воздушно-десантной подготовке, 56 гвардейская отдельная  воздушно-десантная бригада ВДВ (станица Зеленчукская Карачаево-Черкесская Республика);
14 декабря 1993 зачислен в кадры МВД России. За время службы в правоохранительных органах прошел все ступени - от оперуполномоченного и командира одного из спецподразделений до заместителя командующего Сибирским округом Росгвардии.
декабрь 1993 - июль 1994  - оперуполномоченный 5-го отдела (специального отдела быстрого реагирования) Управления по борьбе с организационной преступностью при Управлении внутренних дел Ставропольского края, г. Ставрополь;
июль 1994 - декабрь 1994 - оперуполномоченный 8-го отдела (специального отдела быстрого реагирования) Северо-Кавказского регионального управления по борьбе с организационной преступностью при Управлении внутренних дел 
Краснодарского края, г. Краснодар;
декабрь 1994 - октябрь1996 - начальник отделения 8-го отдела (специального отдела быстрого реагирования) Северо-Кавказского регионального управления no организованной преступности при Управлении внутренних дел Краснодарского края, г. Краснодар;
октябрь 1996 — ноябрь 2001  - начальник отделения 5-го отдела (специального отдела быстрого реагирования) Южного регионального управления no организованной преступности МВД России, г. Краснодар;
ноябрь 2001 — октябрь 2002 - начальник оперативно-боевого отделения специального отряда быстрого реагирования Управления no борьбе C организованной преступностью Главного управления внутренних дел Краснодарского края, г. Краснодар;
октябрь 2002 — ноябрь 2005  - начальник боевого отделения отряда милиции специального назначения криминальной милиции Главного управления внутренних дел Краснодарского края, г. Краснодар;
ноябрь 2005 — август 2011  - командир отряда милиции особого назначения Главного управления внутренних дел Краснодарского края по Краснодарскому краю, г. Краснодар;
август 2011 — март 2012  - командир отряда особого назначения (с дислокацией г. Краснодар) Главного управления МВД России по Краснодарскому краю, г. Краснодар;
март 2012 - октябрь 2016  - командир ОМОН Главного управления МВД России по Краснодарскому краю;
С 1 октября 2016 года был переведен в войска национальной гвардии Российской Федерации.
октябрь 2016 — декабрь 2016  - временно исполняющий обязанности по вакантной должности заместителя командующего Сибирским округом войск национальной гвардии Российской Федерации по организации вневедомственной охраны лицензионно-разрешительной работе, г. Новосибирск;
декабрь 2016  - ноябрь 2022 - заместитель командующего Сибирским округом войск национальной гвардии Российской Федерации по организации вневедомственной охраны и лицензионно-разрешительной работе, г. Новосибирск. Указом Президента РФ № 78 от 22 февраля 2018 года присвоено звание генерал-майор полиции.
с ноября 2022 по настоящее время - начальник Управления Росгвардии по Республике Адыгея (город Майкоп). Сменил на этом посту генерал-майора полиции Гричанова Ивана Васильевича
В 2023 году за мужество, отвагу и самоотверженность, проявленные при исполнении воинского и служебного долга Указом Президента был награждён Медалью ордена «За заслуги перед Отечеством» I степени. Олег Якушев также отмечен Благодарственным письмом Президента Российской Федерации.

## Награды
Государственные
- Орден «За заслуги перед Отечеством» с мечами IV степени (2001)
- Три Ордена Мужества(1995, 1996, 2003)
- Медаль «За отвагу» (2000)
- Медаль ордена «За заслуги перед Отечеством» I степени (2023)
- Медаль ордена «За заслуги перед Отечеством» II степени (1996)

Ведомственные
- Медаль «За безупречную службу» III степени
- Медаль «200 лет МВД России»
- Медаль «За отличие в службе» I и II степеней (МВД России)
- Медаль «За доблесть в службе» (МВД России)
- Медаль «За боевое содружество» (МВД России)
- Нагрудный знак «Почётный сотрудник МВД»
- Нагрудный знак «200 лет МВД России»

## Воинские (специальные) звания
•	1989 — лейтенант 
•	1991— старший лейтенант (МО)
•	1994 - старший лейтенант  милиции
•	1994— капитан милиции
•	1997_— майор милиции
•	2000— подполковник милиции (досрочно)
•	2006— полковник милиции
•	2011 — полковник полиции
•	2018— генерал-майор полиции

## Семья
- Отец - Владимир Федорович, Якушев, (1944 — 2007) г. Алма- Ата, русский.
- Мать - Любовь Григорьевна, Якушева (Черебедова), (1947), Петропавловск Казахской ССР, русская, пенсионерка.